# Аделіо Креспі
Аделіо Креспі (італ. Adelio Crespi, 24 лютого 1937, Бусто-Арсіціо — 5 жовтня 2018, Параб'яго) — італійський футболіст, що грав на позиції півзахисника. По завершенні ігрової кар'єри — тренер.

## Ігрова кар'єра
Він дебютував у Серії B у складі «Леньяно», зігравши чотири матчі в сезоні 1956-1957 років
У дорослому футболі дебютував за команду «Леньяно», зігравши чотири матчі в Серії В сезону 1956/57 років. За його результатами команди вилетіла до Серії С, де Креспі став основним гравцем і провів ще три сезони.
Своєю грою за цю команду привернув увагу представників тренерського штабу клубу «Про Патрія», до складу якого приєднався 1960 року. Відіграв за команду з містечка Бусто-Арсіціо наступні чотири сезони своєї ігрової кар'єри. Більшість часу, проведеного у складі «Про Патрія», був основним гравцем команди і зіграв 104 гри у Серії В.
1964 року перейшов до клубу «Сольб'ятезе», за який відіграв 9 сезонів у Серії С. Граючи у складі «Сольб'ятезе» також здебільшого виходив на поле в основному складі команди. Завершив професійну кар'єру футболіста виступами за команду «Сольб'ятезе» у 1973 році.

## Кар'єра тренера
Розпочав тренерську кар'єру відразу ж по завершенні кар'єри гравця, 1973 року, очоливши тренерський штаб клубу «Про Патрія», де працював до 1976 року.
Згодом у сезоні 1977/78 очолював команду «Сереньо», з якою вилетів з Серії С.
Останнім місцем тренерської роботи був клуб «Леньяно», головним тренером команди якого Аделіо Креспі був з 1979 по 1981 рік.
Помер 5 жовтня 2018 року на 82-му році життя у місті Параб'яго.